# Пісковка (Волгоградська область)
Пісковка (рос. Песковка) — село у Жирновському районі Волгоградської області Російської Федерації.
Населення становить 258  осіб. Входить до складу муніципального утворення Медведицьке сільське поселення.

## Історія
Село розташоване у межах українського історичного та культурного регіону Жовтий Клин.
Згідно із законом від 21 лютого 2005 року № 1009-ОД для населеного пункту було встановлено органом місцевого самоврядування Медведицьке сільське поселення.

## Населення
| 1767  | 1773  | 1788  | 1798  | 1816  | 1834  | 1850  |
| ----- | ----- | ----- | ----- | ----- | ----- | ----- |
| 88    | ↗143  | ↗240  | ↗357  | ↗567  | ↗950  | ↗1531 |
| 1859  | 1883  | 1897  | 1905  | 1911  | 1920  | 1922  |
| ↗1887 | ↗2599 | ↗2721 | ↗2722 | ↘2581 | ↗2613 | ↘2575 |
| 1923  | 1926  | 1931  | 2010  |       |       |       |
| ↗2669 | ↗2965 | ↗3054 | ↘258  |       |       |       |